# 王育霖
王育霖（1919年—1947年3月），筆名王銘石，臺灣臺南市人，臺北高等學校第十三期畢業、東京帝國大學法科畢業，曾任日本京都地方法院檢察官、臺灣臺北地方法院檢察處檢察官、臺灣新竹地方法院檢察處檢察官、臺北市立建國高級中學教師、延平學院講師、民報法律顧問，個性耿直。二二八事件時，王育霖被便衣人員帶走後失蹤。

## 生平

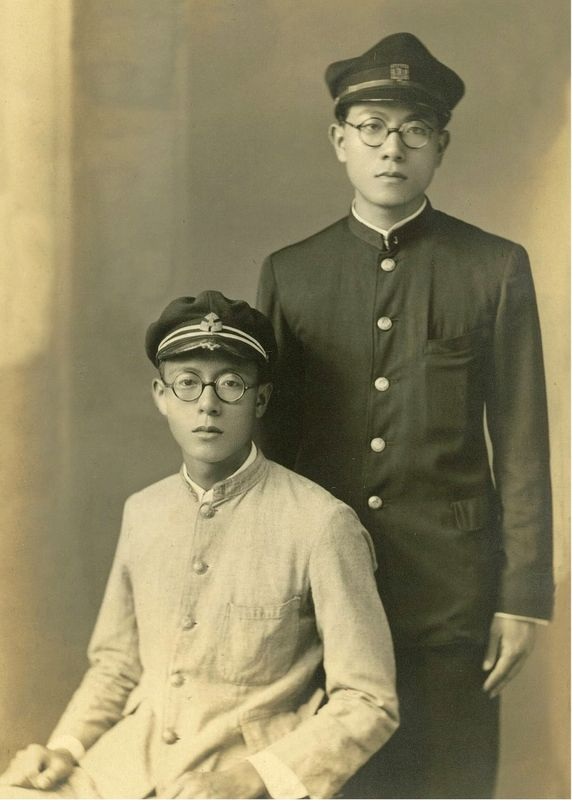
王育德（弟，左坐者）與王育霖（兄，右立者）

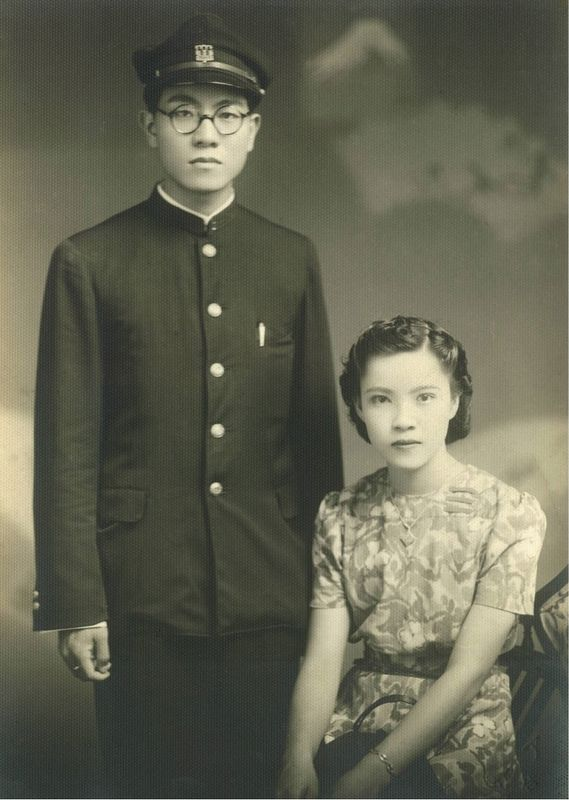
王育霖與陳仙槎於1941年的訂婚寫真

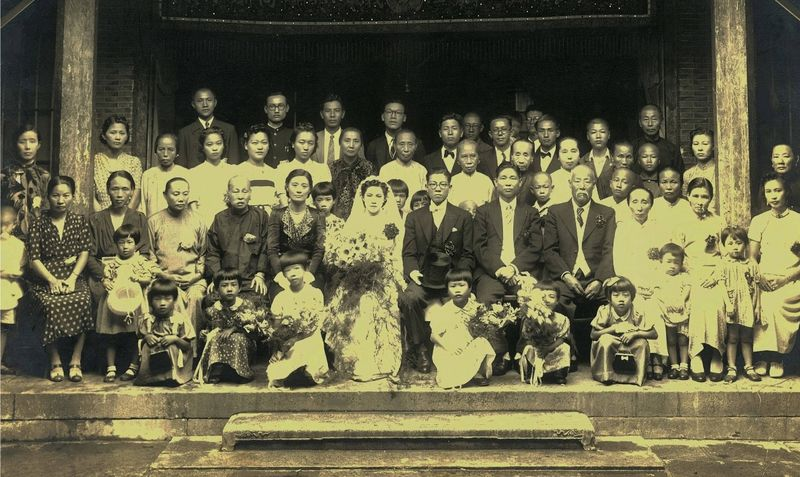
王育霖與陳仙槎於於臺灣日治時期之婚禮

出身台南市，臺北高等學校畢業，考入日本東京帝國大學法科。在學時即參加日本文官高等試驗考試司法科合格，隨即取得司法官資格。1944年分發，以成績優異，選任京都地方法院檢察官，為日本本土第一位台灣人檢察官，在京都被推為「台灣同鄉會」會長。二次世界大戰後，回台任臺灣臺北地方法院檢察處檢察官、臺灣新竹地方法院檢察處檢察官，1946年8月29日辭職。
王育霖要轉行當律師，但依規定必須等一年，因此在建國中學陳文彬校長的邀請下擔任英文及公民的老師，也在延平學院擔任講師。遠親台大文學院林茂生院長創辦了民報，就請王育霖為法律顧問，並撰寫社論和司法評論。
王育霖寫了「何謂法治國？」、「法律是打不死的」、「報紙負責人的法律責任」等司法評論，指出當年的司法不公等問題。他和一些法律人推動召開全島的會議，討論當年的司法亂象，因此促成1946年12月22日官方在台北市召開的「台灣省司法會議」，長達五天。他參加「台北市人民自由保障委員會」，寫了《提審法解說》一書，由該會出版，強調人身自由的維護。

### 二二八事件前後的不同說法與查證

#### 當時的報導
1946年《民報》報導，王育德偵辦新竹市政府總務科長官豪，由於空軍第26地勤中隊移交日軍遺留之庫存乾麵包、鳳梨罐頭等食品給新竹市政府，規定分給貧民及學校員生，結果卻發現在市場賣，空軍就向新竹地檢處告發，請求查辦，檢察官王育霖屢傳官科長不至，只好於1946年8月9日率憲兵親赴市府偵訊科長官豪，市府反控遭憲兵包圍，受到當時報社媒體高度關注。

#### 吳濁流於1970年代的說法
二二八事件時任《民報》記者的吳濁流，在其1970年代的著作《臺灣連翹》中對同事件描述成：「新竹市的檢察官黃育霖，在新竹市偵察奶粉的吞沒案時，偶然發現到「粉蟲」竟然是經辦救援物資的新竹市長郭紹宗，便攜一紙逮捕令往見市長。不料警察局長竟也是與市長同謀的，結果是本應依法執行檢察官命令的警察們反一擁而上，把黃檢察官團團圍住，搶走了逮捕令。被激怒的檢察官趕返檢察處申請補發逮捕令，不料上司反而以遺失逮捕令相責，要追究他的責任。他憤怒之餘，只好辭去檢察官職務，到台北當起一名中學教師。二二八事件發生時，據稱市長差了警察到台北，把這位前任檢察官逮捕處決，棄屍淡水河。」，原文均寫作「黃」而非「王」:252。

#### 王育德的說法
王育霖之弟王育德稱王育霖遭押前幾天和葛超智討論，葛超智要他快逃，據稱3月14日王育霖出門為葛超智送行，因王育霖妻3月13日拿了他的皮夾用錢後忘了未放回他的西裝，王育霖返家拿皮夾卻被派來埋伏的便衣人士帶走，之後下落不明，3月23日有人王育霖妻子透露王育霖被監禁於西本願寺，她託人向政府打聽消息，得到的是反問「他不是被某處的流氓擄走了嗎？」。:11-13

#### 李筱峰的說法
《二二八消失的台灣菁英》一書的作者李筱峰稱據說王育霖和其妻走避時因妻子發現衣物未帶，返家拿時時被拘，監禁於保安司令部第二處本部（原西本願寺），三月底被軍方處死，屍體下落不明。

#### 查證
對於以上說法，監察院於2001年向法務部與臺灣新竹地方法院調閱資料，均查無郭紹宗貪污案，另向後備司令部等機關查證，均無王育霖相關資料，臺灣警備總司令部於1947年4月造報之「二二八事變報告書」所附「二二八事變叛逆名冊」及陳儀於1947年3月13日呈報蔣中正之「辦理人犯姓名調查表」中，均查無王育霖。:100-101,149-151
吳濁流《臺灣連翹》對於奶粉案的描述並非事實，根據當時報導，實際上是新竹市政府稱被王育霖率憲兵「包圍」，非王育霖被包圍，而且王育霖是去「偵訊」而非「逮補」，偵訊對象是總務科科長而非市長:252-254。張若彤指出《臺灣連翹》所謂「調動警察」、「搶走卷宗」的情節是串接自同年6月發生的不相干案件：新竹市政府接收臺灣軌道株式會社的衝突，該公司控告市長妨害自由，但該案並非王育霖承辦:254-257。
保安司令部成立於1949年；其前身警備總司令部的第二處位於東本願寺，不是西本願寺:271。

## 家族
王育霖之弟王育德，是著名的學者與戰後第一代台灣獨立運動人士。

## 紀念

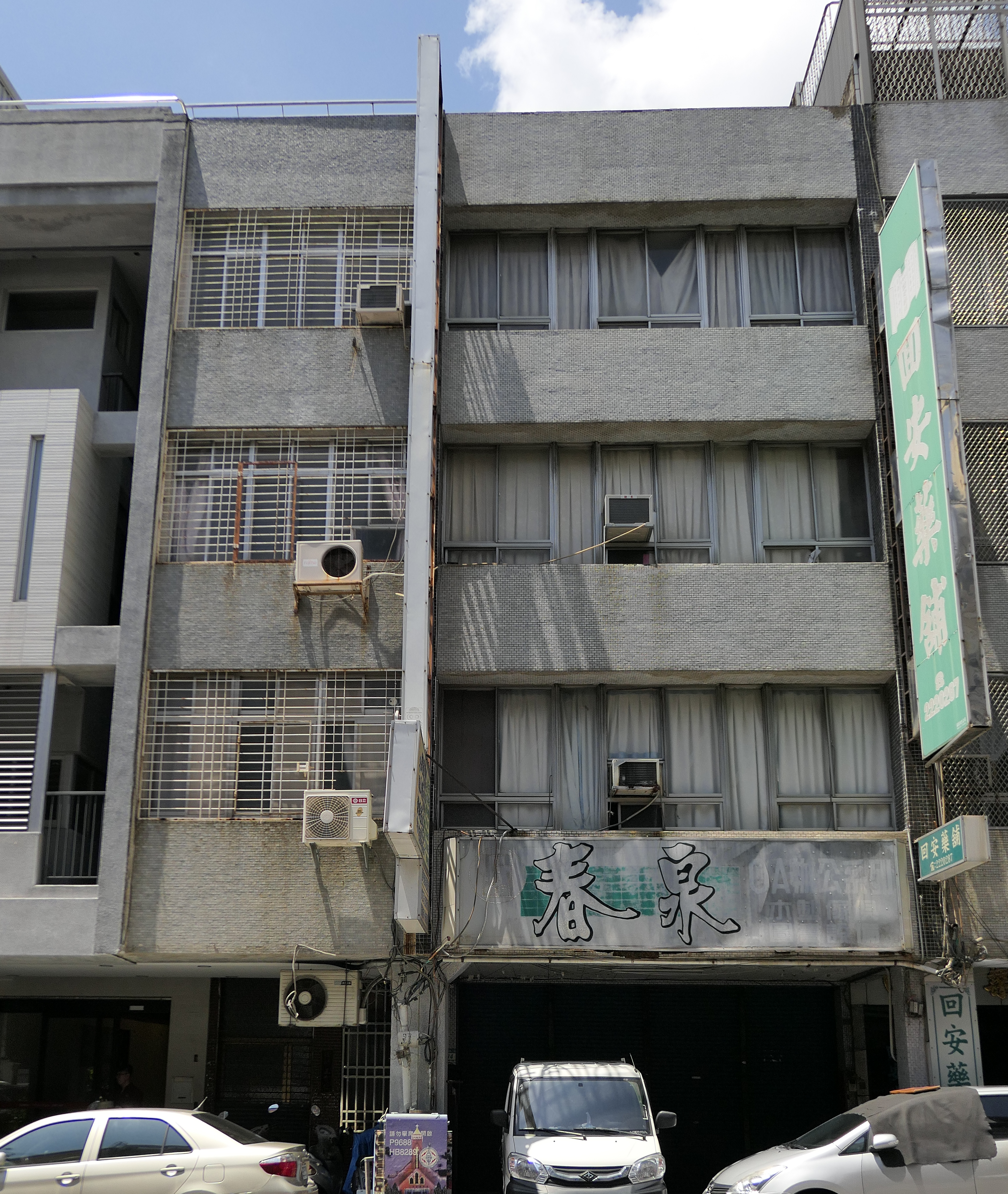
王育霖、王育德兄弟故居

2018年9月9日，臺南市政府在他位於臺南中西區民權路上的老家掛上「王育霖、王育德兄弟故居」紀念牌。